# Suita pentru orchestră, nr. 3, în re major, BWV 1068 (Johann Sebastian Bach)
Dintre cele patru Suite orchestrale ale lui Johann Sebastian Bach, A treia este cea mai cunoscută, în mare parte datorită faimei celei de a doua mișcări, faimoasa "Arie pe coarda sol". Cea de A treia suită, în Re major, este formată din cinci mișcări: Uvertura, Aria (numai coarde și continuo), Gavotte I & II, Bourrée și Gigue. Toate mișcările, cu excepția celei de-a doua, sunt scrise pentru trei trompete, timpani, două oboaiee, coarde și continuo. Oboiul cântă rareori independent de viori în această lucrare. Trompetele și timpanii sunt folosițî pentru culoare și accentuare. Tipic pentru Suitele lui Bach, aceasta este formată din mișcări binare bazate pe dansuri franceze.
Uvertura
Toate Suitele orchestrale ale lui Bach încep cu o uvertură franceză. Aici, muzica lentă, maiestuoasă revine la încheierea porțiunii rapide, cu o repetare la începutul secțiunii rapide. Partida timpanilor este notată în Do major, deoarece timpanii din vremea lui Bach nu erau acordabili, ca cei de astăzi, toate piesele pentru timpani fiind scrise ca și cum ar fi în Do major. Sunetul Do este întotdeauna echivalent, în această epocă, cu tonica tonalității, în acest caz re, iar sunetul sol este întotdeauna echivalent cudominanta tonalității, aici la. Așadar, timpanii sunt prezenți doar pe segmentele din tonalitatea de bază, nu și în modulațiile înla major, mi minor, si minor, sol major.
Aria
În primul rând, titlul mișcării este neobișnuit pentru că "Air" nu este, de fapt, un dans francez, la fel ca celelalte mișcări. În mod clar, este un termen englezesc, termenul englez pentru "arie" sau orice lucrare lirică, așa cum este aceasta. Așa cum se întâmplă de obicei în mișcările lente ale Concertelor brandenburgice, Bach renunță aici la instrumentele de suflat și la timpani, permițând coardelor să poarte tot materialul. Aceasta este o piesă binară simplă; nu există, în mod clar, nicio întoarcere a materialului melodic de deschidere în a doua parte a mișcării.
Mișcarea este uneori numită "Air for the G string", deoarece atunci când este transpusă în Do major, întreaga partidă a viorii întâi poate fi cântată doar pe coarda sol; violonistul german din secolul al XIX-lea, August Wilhelm, a făcut acest lucru în transcrierea lucrării pentru vioară și pian.
Se remarcă câteva elemente, care se cer subliniate:
- Linia basului este o linie tipică de bas pentru baroc, fiind într-o mișcare constantă. Conținutul acestei linii este alcătuit din salturi de octavă.
- În cele din urmă, se observă cum mișcarea este continuă de la început până la sfârșit, cu două excepții: cele două cadențe cele mai puternice, la sfârșitul primei secțiuni și măsura finală. Acesta este un alt exemplu de "mișcare perpetuă" în lucrările lui Bach.
- Majoritatea disonanțelor din această lucrare sunt rezultatul unei partide susținute, care se ciocnește cu alta în mișcare, mai ales sub forma unei suspensii. Pe vremea lui Bach, suspensiile au fost clasificate în funcție de combinația de intervale disonante-consonante: 4-3 (cvartă la terță), 2-3 (secundă rezolvată la terță), 7-6 (septimă la sextă) și 9-8 (nona la octavă). Disonanțele suplimentare sunt rezultatul tonurilor non-coardă (nivele care nu aparțin armoniei în prezent), cum ar fi apogiatura.
Gavotte I & II
Gavota a avut o istorie indelungată care a pornit de la sfârșitul secolului al XVI-lea și a continuat ca un gen de popularitate, de dans de curte, până la sfârșitul secolului al XVIII-lea. Bach a scris 26 de piese numite "gavotte", inclusiv mișcări în trei din cele patru suite orchestrale. O gavotă este un dans francez stilizat, moderat în ritm, întotdeauna în metru dublu, fiecare frază începe pe a doua jumătate a măsurii. Frazele sunt aproape întotdeauna grupuri de câte patru măsuri și sunt adesea asociate într-o manieră antecedentă. Ca și Aria, este o formă binară, cu două secțiuni repetate. Este grațioasă, uneori plină de bucurie, dar nu atât de jucăușă ca o gigă.↵În această lucrare, există, de fapt, două gavote separate, ambele în formă binară. Gavotte I debutează în Re major, dar cu o modulație la dominantă la sfârșitul primei secțiuni și o mutare la tonalitatea relativei, aproape de începutul celei de-a doua secțiuni. Întreaga piesă se bazează pe un motiv simplu de patru note:

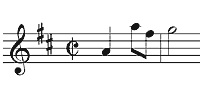
Exemplu 1

Uneori ritmul este variat după cum urmează: 

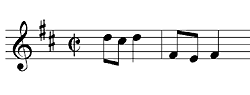
Exemplu 3

Acest ritm și variația lui cuprind întreaga gavotăț.

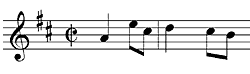
Exemplu 2

Gavota a II-a este puțin mai lungă, cu doar șase măsuri. Ea inversează al doilea ritm al Gavotei I, punând mai întâi optimile:
După ce Gavota II este cântată în totalitate, se va relua Gavota I, fără repetări. Rezultă o formă de ansamblu ABA, întâlnită și în alte piese de dans ale timpului.

###### Bourrée
Ca și gavota, bourrée era un dans francez de curte. Este în metru dublu, de obicei moderat în tempo (ușor mai rapid decât gavota) și întotdeauna începând cu o pătrime sau un o pereche de optimi. Ca și Gavotele discutate mai sus, frazele sunt de obicei de câte patru măsuri și adesea aranjate într-o manieră antecedent-consecvent. Toate cele patru Suite orchestrale au un bourrée. Atipic pentru cele mai multe dansuri de acest fel, Bach experimentează, în această lucrare, ritmul sincopat,  în a doua parte a mișcării: 

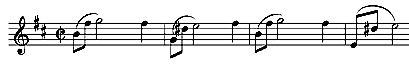
Exemplu 4

Acest lucru este neobișnuit pentru un bourrée, în care accentul aproape niciodată nu cade pe timpii principali. În același moment, Bach schimbă muzica în modul minor, iar combinația dintre ritm și mod este tulburătoare.

###### Gigue
În diferitele sale forme, giga apare de patruzeci și două de ori în lucrările lui Bach. Ceea ce au toate în comun este utilizarea metrului compus, un ritm rapid și un stil saltăreț, jucăuș. Există trei tipuri de bază de gigă în lucrările lui Bach: gigă franceză, giga I și giga II, aceasta fiind tipul de gigă I.
Caracteristici: 
- metru compus
- lungimea imprevizibilă a frazelor
- exprimare echilibrată la începutul secțiunilor 
- efect plin de viață
- factură imitativă
- una sau două pulsații pe măsură
- tempo mediu, cu iluzia de rapid
- unele ornamente
- nu există schimbări armonice în cadrul grupurilor de triolete (acordurile rămân aceleași pentru întreaga pulsație)
- puține cadențe interne (puncte clare de repaus) înainte de finalul secțiunilor
- formă binară.